# Eremiaphila berndstiewi
Eremiaphila berndstiewi è una specie di mantide religiosa appartenente al genere Eremiaphila.